# Дейл Елліс
Дейл Елліс (англ. Dale Ellis; нар. 6 серпня 1960, Маріетта, Джорджія, США) — американський професіональний баскетболіст, що грав на позиціях легкого форварда і атакувального захисника за низку команд НБА.

## Ігрова кар'єра
Починав грати у баскетбол у команді Маріеттської старшої школи (Маріетта, Джорджія). На університетському рівні грав за команду Теннессі (1979—1983). Двічі отримував нагороду найкращого гравця конференції SEC. На останньому курсі навчання був включений до Першої збірної NCAA.
1983 року був обраний у першому раунді драфту НБА під загальним 9-м номером командою «Даллас Маверікс». Матчі за Даллас проводив, виходячи з лавки запасних та не встигаючи відзначитись хорошою статистикою.
1986 року був обміняний на Ела Вуда до «Сіетл Суперсонікс». Це стало поворотним моментом у його кар'єрі. Ігровий час значно зріс, а результативність зросла з 7,1 очка за гру до 24,9 очка за гру. За підсумками свого першого сезону в Сіетлі, отримав нагороду Найбільш прогресуючого гравця НБА.
До кінця 80-х продовжив демонструвати зіркову гру, дійшовши до результативності 27,5 очка за матч протягом сезону 1988—1989. Тоді він набрав 2,253 очки за сезон, побивши рекорд Спенсера Гейвуда. Рекорд протримався поки Кевін Дюрант не побив його в сезоні 2009—2010. Взимку 1989 року був запрошений для участі у Матчі всіх зірок, де відзначився 27 очками.
Загалом провів у Сіетлі чотири з половиною сезони поки 1991 року не був обміняний на Рікі Пірса до «Мілвокі Бакс». 26 січня 1988 року у матчі проти «Сакраменто Кінгс» двічі у матчі забив чотири очки в одній атаці, ставши першим гравцем в історії, кому це вдавалося. Граючи у складі Бакс він в основному виходив на майданчик з лавки запасних, проте ігровий час незмінно залишався високим.
Наступною командою в кар'єрі гравця була «Сан-Антоніо Сперс», куди був обміняний на Трейсі Маррея. Він знову опинився у стартовому складі, а ігровий час збільшився. Відсоток влучань з гри також зріс.
З 1994 по 1997 рік грав у складі «Денвер Наггетс». 1997 року повернувся до «Сіетл Суперсонікс», у складі якої провів наступні 2 сезони своєї кар'єри. Наступною командою в кар'єрі гравця була «Мілвокі Бакс», за яку він відіграв один сезон. Останньою ж командою в кар'єрі гравця стала «Шарлотт Горнетс», до складу якої він приєднався 2000 року і за яку відіграв лише частину сезону. Після сезону 1999—2000 «Горнетс» обміняли його до «Маямі Гіт», але незабаром вони відмовились від його послуг.
Елліс є автором рекорду НБА, як гравець, який провів найбільше часу на майданчику в одному матчі — 69 хвилин. Сталося це 9 листопада 1989 року у складі «Сіетла» в матчі проти «Бакс», коли було п'ять овертаймів. На момент завершення кар'єри гравця у його активі було 1,719 забитих трьохочкових, що було другим результатом в історії ліги.

## Статистика виступів в НБА
|  | Лідер ліги |

### Регулярний сезон
| Сезон              | Команда             | GP    | GS  | MPG  | FG%  | 3P%   | FT%   | RPG | APG | SPG | BPG | PPG  |
| ------------------ | ------------------- | ----- | --- | ---- | ---- | ----- | ----- | --- | --- | --- | --- | ---- |
| 1983–84            | «Даллас Маверікс»   | 67    | 2   | 15.8 | .456 | .414  | .719  | 3.7 | .8  | .6  | .1  | 8.2  |
| 1984–85            | «Даллас Маверікс»   | 72    | 4   | 18.3 | .454 | .385  | .740  | 3.3 | .8  | .6  | .1  | 9.3  |
| 1985–86            | «Даллас Маверікс»   | 72    | 1   | 15.1 | .411 | .364  | .720  | 2.3 | .5  | .6  | .1  | 7.1  |
| 1986–87            | «Сіетл Суперсонікс» | 82    | 76  | 37.5 | .516 | .358  | .787  | 5.5 | 2.9 | 1.3 | .4  | 24.9 |
| 1987–88            | «Сіетл Суперсонікс» | 75    | 73  | 37.2 | .503 | .413  | .767  | 4.5 | 2.6 | 1.0 | .1  | 25.8 |
| 1988–89            | «Сіетл Суперсонікс» | 82    | 82  | 38.9 | .501 | .478  | .816  | 4.2 | 2.0 | 1.3 | .3  | 27.5 |
| 1989–90            | «Сіетл Суперсонікс» | 55    | 49  | 37.0 | .497 | .375  | .818  | 4.3 | 2.0 | 1.1 | .1  | 23.5 |
| 1990–91            | «Сіетл Суперсонікс» | 30    | 24  | 26.7 | .463 | .303  | .738  | 3.1 | 2.1 | 1.1 | .1  | 15.0 |
| 1990–91            | «Мілвокі Бакс»      | 21    | 0   | 29.7 | .486 | .441  | .707  | 3.9 | 1.5 | .8  | .2  | 19.3 |
| 1991–92            | «Мілвокі Бакс»      | 81    | 11  | 27.0 | .469 | .419  | .774  | 3.1 | 1.3 | .7  | .2  | 15.7 |
| 1992–93            | «Сан-Антоніо Сперс» | 82    | 76  | 33.3 | .499 | .401  | .797  | 3.8 | 1.3 | 1.0 | .2  | 16.7 |
| 1993–94            | «Сан-Антоніо Сперс» | 77    | 75  | 33.6 | .494 | .395  | .776  | 3.3 | 1.0 | .9  | .1  | 15.2 |
| 1994–95            | «Денвер Наггетс»    | 81    | 3   | 24.6 | .453 | .403  | .866  | 2.7 | .7  | .5  | .1  | 11.3 |
| 1995–96            | «Денвер Наггетс»    | 81    | 52  | 32.4 | .479 | .412  | .760  | 3.9 | 1.7 | .7  | .1  | 14.9 |
| 1996–97            | «Денвер Наггетс»    | 82    | 51  | 35.9 | .414 | .364  | .817  | 3.6 | 2.0 | .7  | .1  | 16.6 |
| 1997–98            | «Сіетл Суперсонікс» | 79    | 0   | 24.5 | .497 | .464  | .782  | 2.3 | 1.1 | .8  | .1  | 11.8 |
| 1998–99            | «Сіетл Суперсонікс» | 48    | 5   | 25.7 | .441 | .433  | .757  | 2.4 | .8  | .5  | .1  | 10.3 |
| 1999–2000          | «Мілвокі Бакс»      | 18    | 0   | 18.0 | .465 | .354  | .667  | 1.9 | .3  | .3  | .0  | 6.8  |
| 1999–2000          | «Шарлотт Горнетс»   | 24    | 5   | 10.0 | .328 | .400  | .750  | .9  | .3  | .3  | .0  | 2.3  |
| Усього за кар'єру  | Усього за кар'єру   | 1,209 | 589 | 28.8 | .479 | .403  | .784  | 3.5 | 1.4 | .8  | .2  | 15.7 |
| В іграх усіх зірок | В іграх усіх зірок  | 1     | 1   | 26.0 | .750 | 1.000 | 1.000 | 6.0 | 2.0 | .0  | .0  | 27.0 |

### Плей-оф
| Сезон             | Команда             | GP | GS | MPG  | FG%  | 3P%  | FT%   | RPG | APG | SPG | BPG | PPG  |
| ----------------- | ------------------- | -- | -- | ---- | ---- | ---- | ----- | --- | --- | --- | --- | ---- |
| 1984              | «Даллас Маверікс»   | 8  | –  | 22.3 | .325 | .083 | .750  | 5.3 | .5  | 1.3 | .3  | 7.4  |
| 1985              | «Даллас Маверікс»   | 4  | 1  | 17.0 | .435 | .400 | .500  | 1.8 | .8  | 1.0 | .0  | 5.8  |
| 1986              | «Даллас Маверікс»   | 7  | 0  | 9.6  | .409 | .583 | 1.000 | 1.0 | .3  | .3  | .3  | 4.3  |
| 1987              | «Сіетл Суперсонікс» | 14 | 14 | 37.9 | .487 | .361 | .815  | 6.4 | 2.6 | .7  | .4  | 25.2 |
| 1988              | «Сіетл Суперсонікс» | 5  | 5  | 34.4 | .482 | .250 | .724  | 4.6 | 3.0 | .6  | .4  | 20.8 |
| 1989              | «Сіетл Суперсонікс» | 8  | 8  | 38.0 | .450 | .405 | .727  | 4.0 | 1.3 | 1.4 | .1  | 22.9 |
| 1993              | «Сан-Антоніо Сперс» | 10 | 10 | 30.5 | .451 | .313 | .813  | 3.5 | 1.1 | .4  | .0  | 12.5 |
| 1994              | «Сан-Антоніо Сперс» | 4  | 4  | 28.5 | .395 | .294 | .600  | 2.5 | .3  | .8  | .0  | 10.5 |
| 1995              | «Денвер Наггетс»    | 3  | 0  | 24.3 | .357 | .308 | .923  | 4.7 | 1.0 | .7  | .3  | 12.0 |
| 1998              | «Сіетл Суперсонікс» | 10 | 0  | 17.0 | .377 | .423 | .833  | 1.3 | .6  | .2  | .0  | 5.6  |
| Усього за кар'єру | Усього за кар'єру   | 73 | 42 | 27.1 | .443 | .351 | .784  | 3.7 | 1.3 | .7  | .2  | 13.8 |